# Lloyd Aéreo Boliviano
Lloyd Aereo Boliviano was een Boliviaanse luchtvaartmaatschappij met haar thuisbasis in Cochabamba.
In november 2007 werd de maatschappij opgeheven en zijn alle activiteiten gestopt.

## Geschiedenis
Lloyd Aereo Boliviano is opgericht in 1925.

## Bestemmingen
Lloyd Aereo Boliviano voerde lijnvluchten uit naar: (zomer 2007)

## Vloot
De vloot van Lloyd Aereo Boliviano bestond uit:( december 2007)
- 1 Boeing B727-100
- 7 Boeing B727-200
- 1 Boeing B737-300